# Bayonville
Bayonville ist eine französische Gemeinde mit 68 Einwohnern (Stand 1. Januar 2022) im Département Ardennes in der Region Grand Est. Sie gehört zum Arrondissement Vouziers, zum Kanton Vouziers und zum Gemeindeverband Argonne Ardennaise.

## Geografie
Umgeben wird Bayonville von den Nachbargemeinden Buzancy im Westen und Nordwesten, Tailly im Nordosten und Osten, Landres-et-Saint-Georges im Süden sowie Imécourt im Südwesten.

## Bevölkerungsentwicklung
| Jahr                      | 1962 | 1968 | 1975 | 1982 | 1990 | 1999 | 2005 | 2015 |
| Einwohner                 | 223  | 200  | 171  | 142  | 127  | 106  | 119  | 98   |
| Quelle: Cassini und INSEE |      |      |      |      |      |      |      |      |

## Sehenswürdigkeiten
- Kirchteau de Landreville Notre-Dame
- Burg Landreville, Monument historique seit 2006

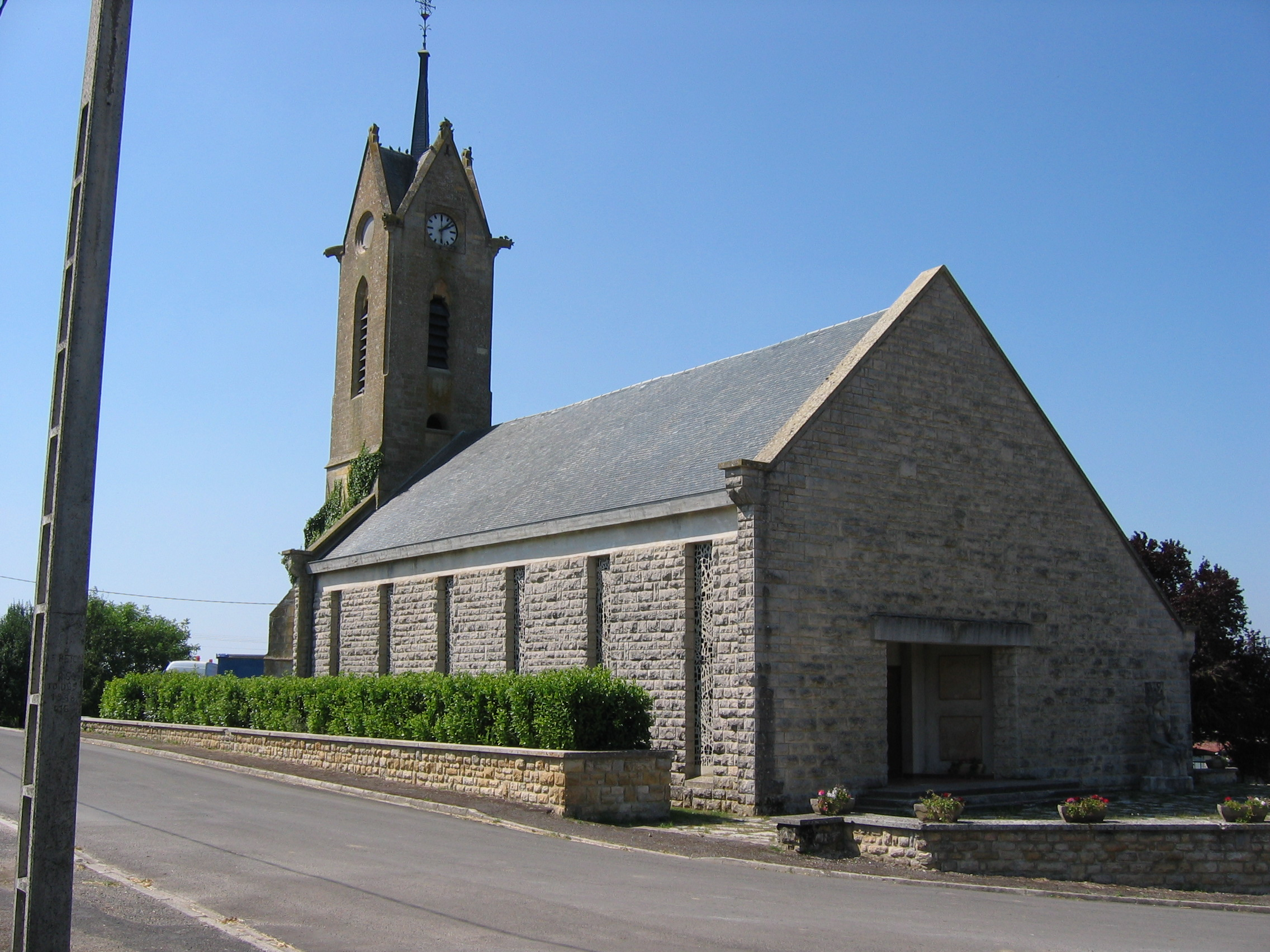
Kirche Notre-Dame
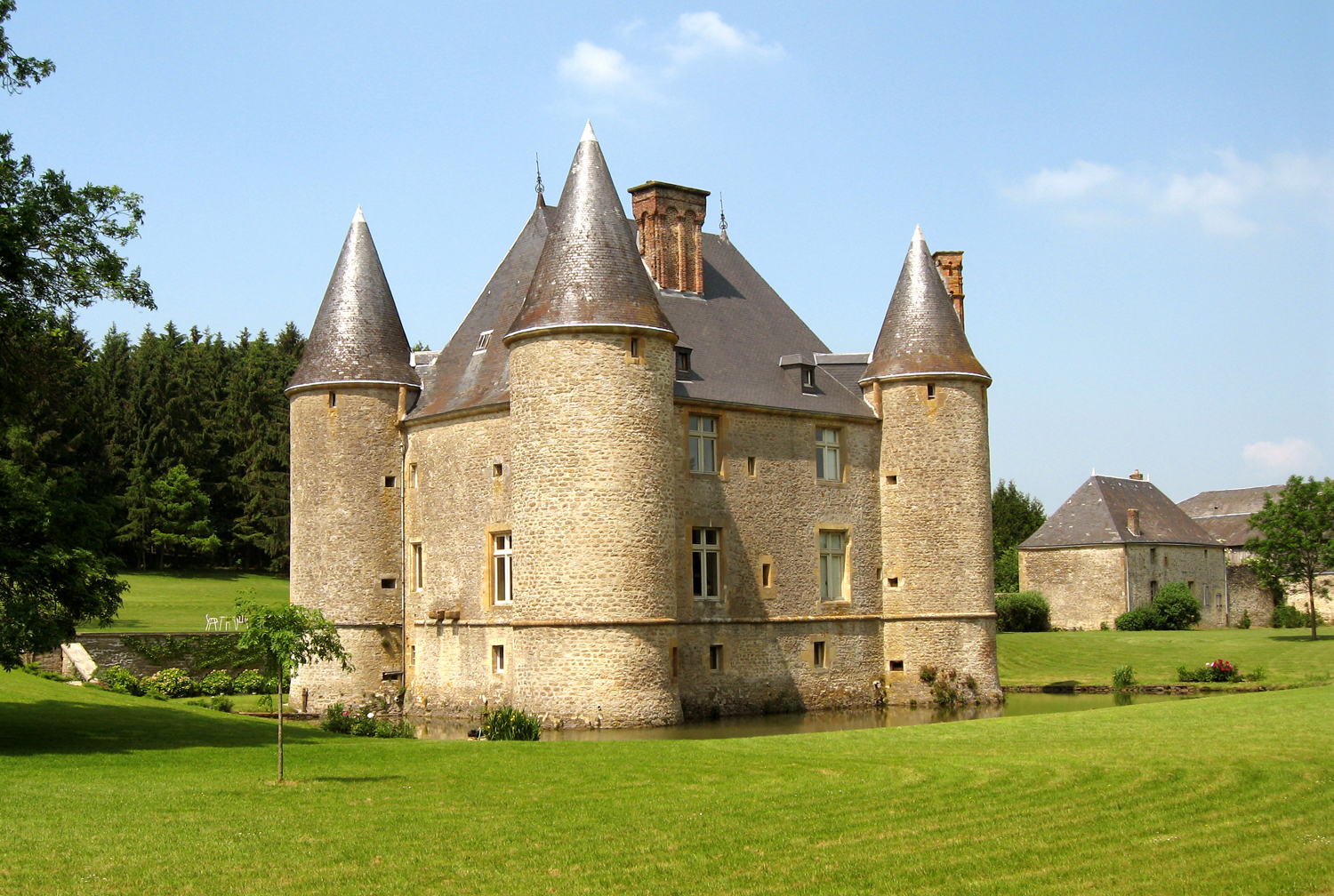
Burg Landreville